# Armodafinil
L'armodafinil, vendu sous le nom de marque Nuvigil, est un médicament favorisant l'éveil qui est utilisé pour traiter la somnolence diurne excessive associée à l'apnée obstructive du sommeil, à la narcolepsie et au troubles du sommeil dus au travail posté. Il est également utilisé hors indication pour d'autres applications. Le médicament est pris par voie orale.
Les effets secondaires de l'armodafinil comprennent des maux de tête, des nausées, des étourdissements et de l'insomnie. L'armodafinil agit comme un inhibiteur sélectif atypique de la recapture de la dopamine et donc comme un agoniste indirect des récepteurs de la dopamine. Cependant, d’autres mécanismes pourraient également être impliqués dans ses effets. Chimiquement, l'armodafinil est l'énantiomère énantiopur (R)-(–)- du mélange racémique modafinil (nom de marque Provigil). Les deux énantiomères du modafinil sont actifs en tant qu'inhibiteurs du récepteur de la sérotonine et agents favorisant l'éveil, mais l'armodafinil est plus puissant et agit plus longtemps.
L'armodafinil est produit par la compagnie pharmaceutique Cephalon  et a été approuvé par la Food and Drug Administration (FDA) des États-Unis en 2007. En 2016, la FDA a accordé à Mylan les droits pour la première version générique de l'armodafinil à être commercialisée aux États-Unis.

## Utilisations médicales
L'armodafinil est actuellement approuvé par la FDA pour traiter la somnolence diurne excessive (SDE) associée à l'apnée obstructive du sommeil (AOS), à la narcolepsie et au trouble du sommeil lié au travail posté. Il est couramment utilisé hors indication pour traiter le trouble déficitaire de l'attention avec hyperactivité (TDAH), le syndrome de fatigue chronique (SFC) et le trouble dépressif majeur (TDM), et a été réutilisé comme traitement d'appoint pour le trouble bipolaire. Il a été démontré qu'il améliore la vigilance des contrôleurs aériens , cependant, aux États-Unis, les médicaments favorisant l'éveil tels que le modafinil (Provigil) et l'armodafinil (Nuvigil) ne sont pas approuvés par la Federal Aviation Administration (FAA) pour les contrôleurs ou les pilotes civils.

### Psychiatrie

#### Trouble bipolaire
L'armodafinil, ainsi que le modafinil racémique, ont été réutilisés comme traitement d'appoint pour la dépression aiguë chez les personnes atteintes de trouble bipolaire. Les données méta-analytiques ont montré que le modafinil et l'armodafinil en complément étaient plus efficaces que le placebo pour ce qui est de la réponse au traitement, la rémission clinique et la réduction des symptômes dépressifs, avec seulement des effets secondaires mineurs, mais les tailles d'effet sont faibles et la qualité des preuves doit être considérée comme faible, limitant la pertinence clinique des preuves actuelles. Cependant, la dose conseillée pour le trouble bipolaire est de 150 mg une fois par jour. Une fatigue et un sommeil paradoxaux sont observés dans certains cas.

#### Schizophrénie
En juin 2010, il a été révélé qu'une étude de phase II sur l'armodafinil en tant que traitement d'appoint chez les adultes atteints de schizophrénie n'avait pas atteint les critères d'évaluation principaux et le programme clinique a été par la suite interrompu. Cependant, une étude publiée plus tard cette année-là a montré que les patients atteints de schizophrénie traités avec de l'armodafinil présentaient moins de symptômes négatifs de la schizophrénie.

### Décalage horaire
Le 30 mars 2010, la FDA a refusé d'approuver l'utilisation de Nuvigil pour traiter le décalage horaire.

### Formulaires disponibles
L'armodafinil est disponible sous forme comprimés oraux de 50, 150, 200 et 250 mg.
Une dose de 50 mg d'armodafinil est essentiellement équivalente à une dose de 100 mg de modafinil.

## Effets indésirables
Dans les études contrôlées par placebo, les effets secondaires les plus fréquemment observés étaient les maux de tête, la xérostomie (bouche sèche), les nausées, les étourdissements et l'insomnie. Les effets secondaires possibles comprennent également la dépression, l’anxiété, les hallucinations, l’euphorie, une augmentation extrême de l’activité et de la parole, l’anorexie, les tremblements, la soif, les éruptions cutanées, les pensées suicidaires et l’agressivité. Les symptômes d'un surdosage d'armodafinil comprennent des troubles du sommeil, de l'agitation, de la confusion, de la désorientation, une sensation d'excitation, des manies, des hallucinations, des nausées, de la diarrhée, une augmentation ou une diminution importante du rythme cardiaque, des douleurs thoraciques et une augmentation de la pression artérielle,,. Des éruptions cutanées graves peuvent se développer dans de rares cas et nécessitent une attention médicale immédiate en raison de la possibilité d'un syndrome de Stevens-Johnson ou d'autres hypersensibilités à l'armodafinil.

### Potentiel d'utilisation abusive
L'armodafinil présente un faible potentiel d'abus, similaire à celui du modafinil.

## Interactions
Des crises hypertensives ont été rapportées lorsque l'armodafinil a été pris avec des inhibiteurs de la monoamine oxydase (IMAO) comme la tranylcypromine.

## Pharmacologie

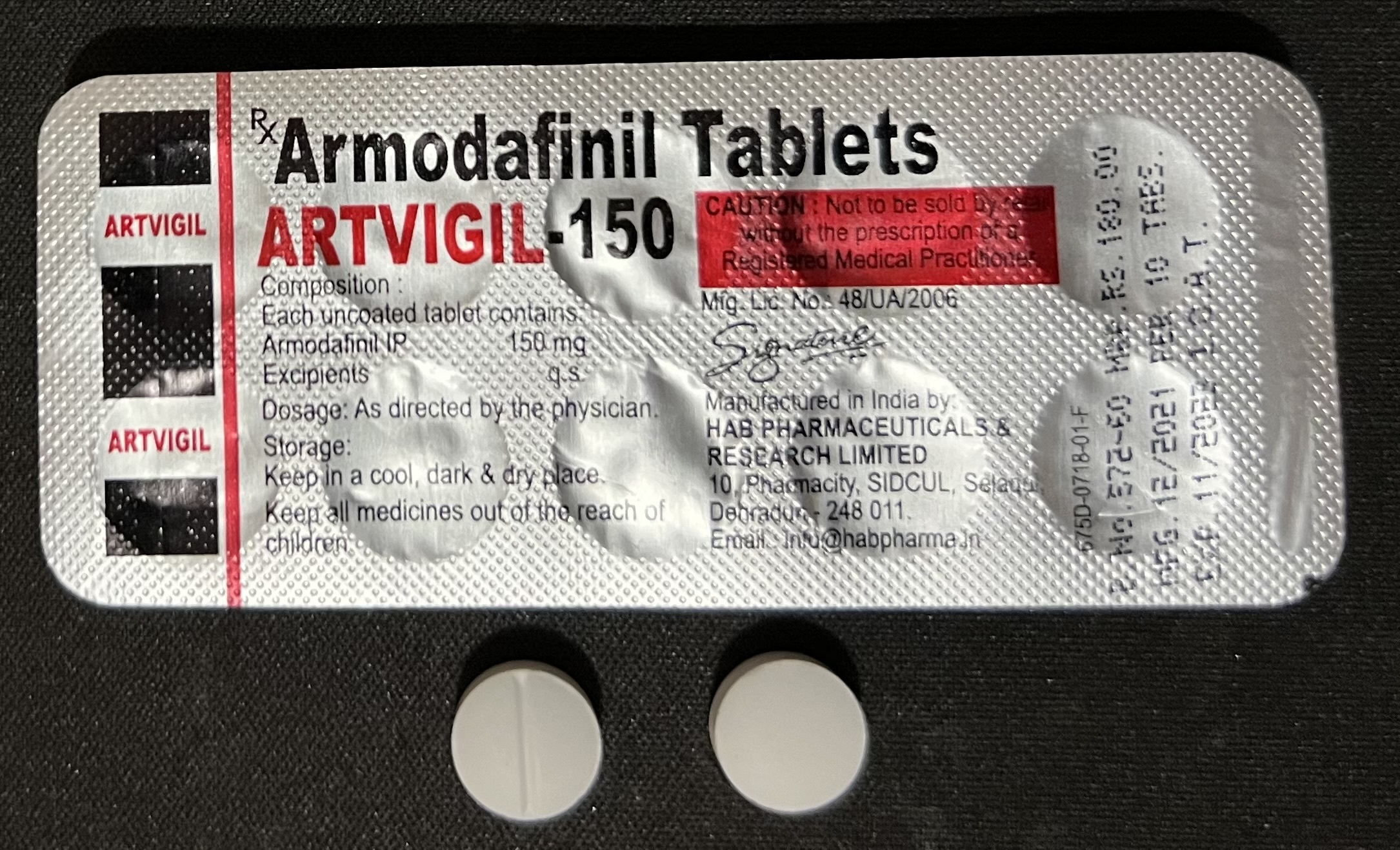
Armodafinil 150 mg en plaquette thermoformée

### Pharmacodynamie
Le mécanisme d’action de l’armodafinil est inconnu. L'armodafinil (R -(−)-modafinil) possède des propriétés pharmacologiques presque identiques à celles du modafinil (un mélange de R-(−)- et (S)-(+)-modafinil). Les énantiomères (R) et (S) ont une action pharmacologique similaire chez les animaux. L'armodafinil a des propriétés favorisant l'éveil similaires à celles des agents sympathomimétiques, notamment l'amphétamine et le méthylphénidate, bien que son profil pharmacologique ne soit pas identique à celui des amines sympathomimétiques. L'armodafinil se lie in vitro au transporteur de la dopamine (DAT) et inhibe la recapture de la dopamine. Pour le modafinil, cette activité a été associée in vivo à une augmentation des niveaux de dopamine extracellulaire. Chez les souris génétiquement modifiées dépourvues de transporteur de dopamine, le modafinil ne présentait pas d'activité favorisant l'éveil, ce qui suggère que cette activité était dépendante du DAT. Cependant, les effets favorisant l’éveil du modafinil, contrairement à ceux de l’amphétamine, n’ont pas été antagonisés par l’antagoniste des récepteurs de la dopamine halopéridol, chez le rat. De plus, l'alpha-méthyl-p-tyrosine, un inhibiteur de la synthèse de la dopamine, bloque l'action de l'amphétamine mais ne bloque pas l'activité locomotrice induite par le modafinil.
En plus de ses effets favorisant l'éveil et de sa capacité à augmenter l'activité locomotrice chez les animaux, selon les informations de prescription de Nuvigil du fabricant Cephalon, l'armodafinil produit des effets psychoactifs et euphorisants, des altérations de l'humeur, de la perception, de la pensée et des sentiments typiques d'autres stimulants du système nerveux central (SNC) chez l'homme. L'armodafinil, comme le modafinil racémique, peut également posséder des propriétés renforçantes, comme en témoigne son auto-administration chez des singes préalablement entraînés à administrer de la cocaïne ; l'armodafinil a également été partiellement distingué comme étant de type stimulant. Une étude financée par Cephalon, dans laquelle des patients ont reçu du modafinil, du méthylphénidate et un placebo, a révélé que le modafinil produisait « des effets psychoactifs et euphorisants et des sentiments compatibles avec [le méthylphénidate] ».
Comme le modafinil, l'armodafinil est un inhibiteur et/ou un inducteur de certaines enzymes du cytochrome P450, Il induit modérément le CYP3A4 et inhibe modérément le CYP2C19,. Cependant, contrairement au modafinil, l'armodafinil n'induit pas le CYP1A2,.

### Pharmacocinétique
L'armodafinil présente une cinétique linéaire indépendante du temps après administration d'une dose orale unique ou multiple. L'augmentation de l'exposition systémique est proportionnelle sur la plage de doses allant de 50 à 400 mg. Aucun changement dépendant du temps dans la cinétique n’a été observé au cours des 12 semaines de traitement. L’état d’équilibre apparent pour l’armodafinil a été atteint dans les 7 jours suivant l’administration. À l’état d’équilibre, l’exposition systémique à l’armodafinil est 1,8 fois supérieure à l’exposition observée après une dose unique. Les profils de concentration en fonction du temps de l'énantiomère (R)-(−) après une dose unique de 50 mg Nuvigil ou 100 mg Provigil (le modafinil étant un mélange 1:1 d'énantiomères (R)-(−)- et (S)-(−)-) sont presque superposables. Cependant, la Cmax de l'armodafinil à l'état d'équilibre était 37 % plus élevée après l'administration de 200 mg Nuvigil que la valeur correspondante du modafinil après administration de 200 mg de Provigil en raison de la clairance plus rapide de l'énantiomère (S)-(+).

#### Absorption
L'armodafinil est facilement absorbé après administration orale. La biodisponibilité orale absolue n’a pas été déterminée en raison de l’insolubilité aqueuse de l’armodafinil, ce qui empêche l’administration par voie intraveineuse. Les concentrations plasmatiques maximales sont atteintes au bout d’environ 2 heures à jeun. L'alimentation a un impact minimal sur la biodisponibilité globale de l'armodafinil, mais elle peut retarder de 2 à 4 heures le délai nécessaire pour atteindre la concentration plasmatique maximale. Puisque le retard du T max s'accompagne d'une concentration plasmatique plus élevée à un moment ultérieur, la prise d'aliments peut influencer le début et la progression de l'action pharmacologique de l'armodafinil.

## Chimie
L'armodafinil, ou (R)-(–)-modafinil, est l' énantiomère (R)-(–)- énantiomère énantiopur du mélange racémique modafinil, tandis que l'esmodafinil est l'énantiomère (S)-(+).
Un certain nombre d'analogues de l'armodafinil sont connus, notamment l'adrafinil, le flmodafinil, le fladrafinil et d'autres.

## Société et culture

### Noms de marque
L'armodafinil est vendu sous une grande variété de marques dans le monde entier :
- Acronite (par Consern Pharma): Inde
- Armoda: ACI Pharmaceuticals (Symbiota), Bangladesh
- Armod: Inde (par Emcure Pharmaceuticals Ltd)
- Artvigil: Inde (par HAB Pharma)[16]
- Neoresotyl: Chili, Colombie
- Nuvigil: USA, Chili, Ukraine, Israël, Mexique[17], Australia
- R-Modawake: Inde
- Waklert: Inde (par Sun Pharma)[18]
- Modavital: El Salvador (Farmaceutica INHOSPI (par Laboratorios Marceli))
- Nodement: République arabe de Syrie (par hama pharma)
- Armowake: Egypte (par EVA Pharma)

### Statut juridique
En Australie et aux États-Unis, l'Armodafinil est considéré comme un médicament délivré uniquement sur ordonnance de l'annexe 4 ou un médicament pour animaux délivré uniquement sur ordonnance. L'annexe 4 est définie comme « les substances dont l'utilisation ou la fourniture doit être effectuée par ou sur ordre de personnes autorisées par la législation de l'État ou du territoire à prescrire et qui doivent être disponibles auprès d'un pharmacien sur ordonnance ».

#### Roumanie
À partir de 2021, les nouvelles lois n'incluent pas directement l'Armodafinil comme agent dopant, mais elles incluent le Modafinil, car l'Armodafinil est un énantiomère du Modafinil, il apparaîtra dans les tests de laboratoire, mais on peut débattre s'il s'agit ou non de la même substance.
De nouvelles lois stipulent que la simple possession n’est pas une infraction pénale et est punie d’une amende et d’une confiscation. L'importation en Roumanie et l'exportation depuis la Roumanie de cette substance, sans prescription médicale valable, constitue une infraction pénale et est punie d'une peine d'emprisonnement comprise entre deux et sept ans.

## Recherche
Outre l'hypersomnie, l'armodafinil était en cours de développement pour le traitement de la fatigue, de la dépression bipolaire et de la schizophrénie. Cependant, le développement pour ces indications a été interrompu. Le médicament a atteint la phase 3 des essais cliniques pour le traitement de la fatigue avant l'arrêt de son développement pour cette utilisation en janvier 2024. Outre les indications précédentes, l'armodafinil est actuellement en cours de développement pour le traitement des troubles de l'alimentation et, en janvier 2024, il est en phase 3 d'essais pour cette utilisation.